# Micrathyria aequalis
Micrathyria aequalis – gatunek ważki z rodziny ważkowatych (Libellulidae). Występuje na terenie Ameryki Północnej i Południowej – od południa USA (stany Arizona, Teksas i Floryda) przez Meksyk, Amerykę Centralną i Karaiby po Gujanę Francuską.